# Olga Bontjes van Beek

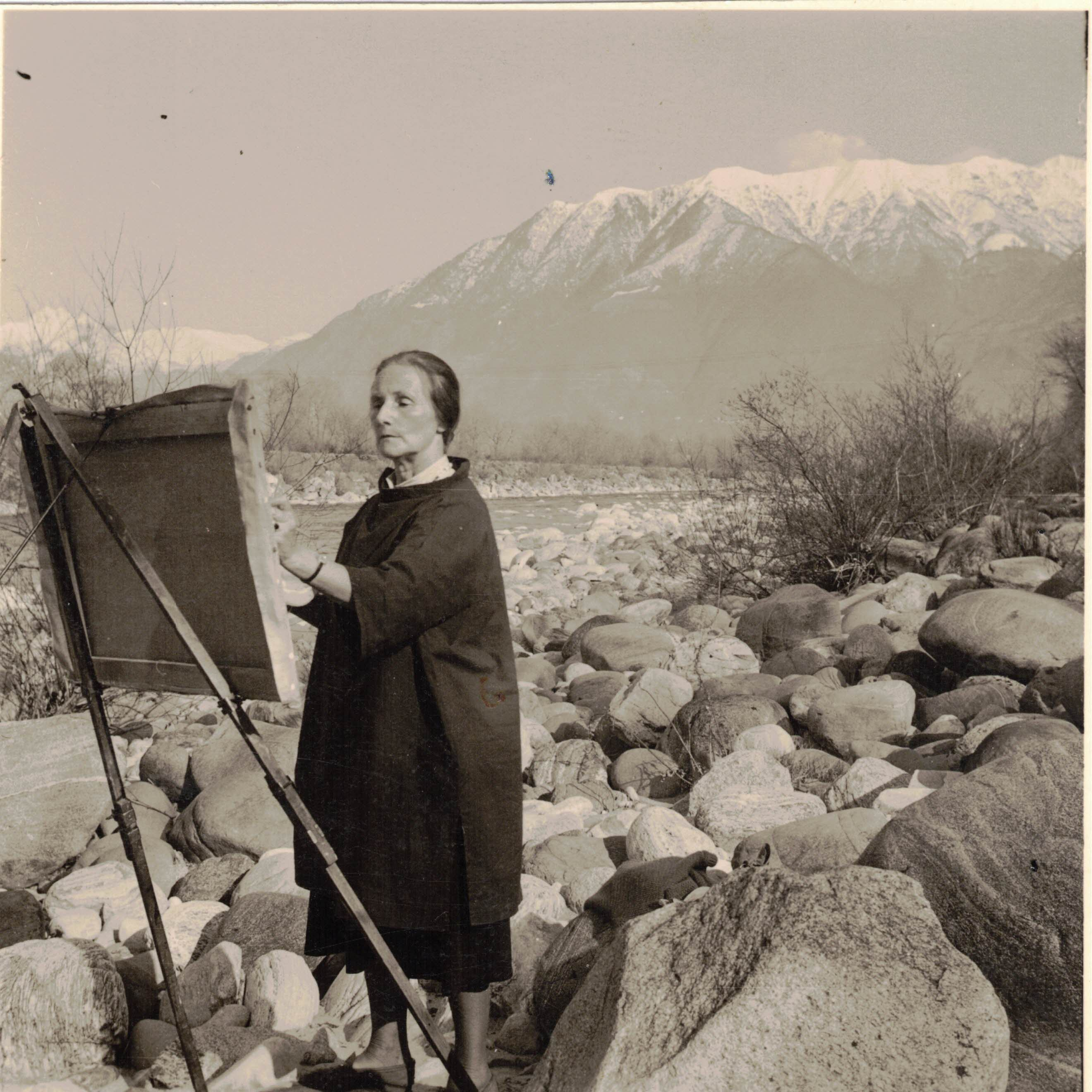
Olga Bontjes van Beek im Tessin, um 1960

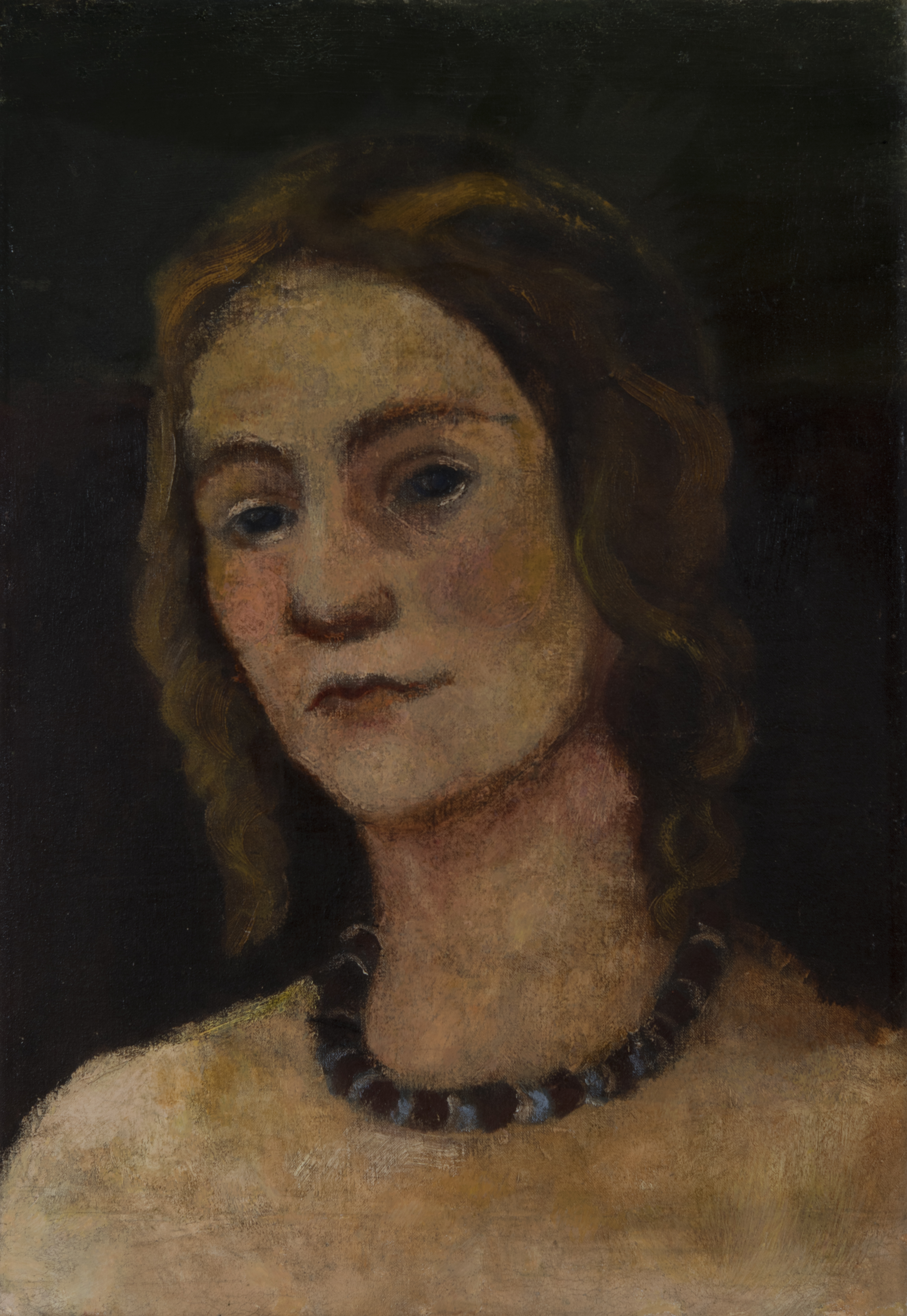
Olga Bontjes van Beek, Selbstporträt mit Kette, um 1920

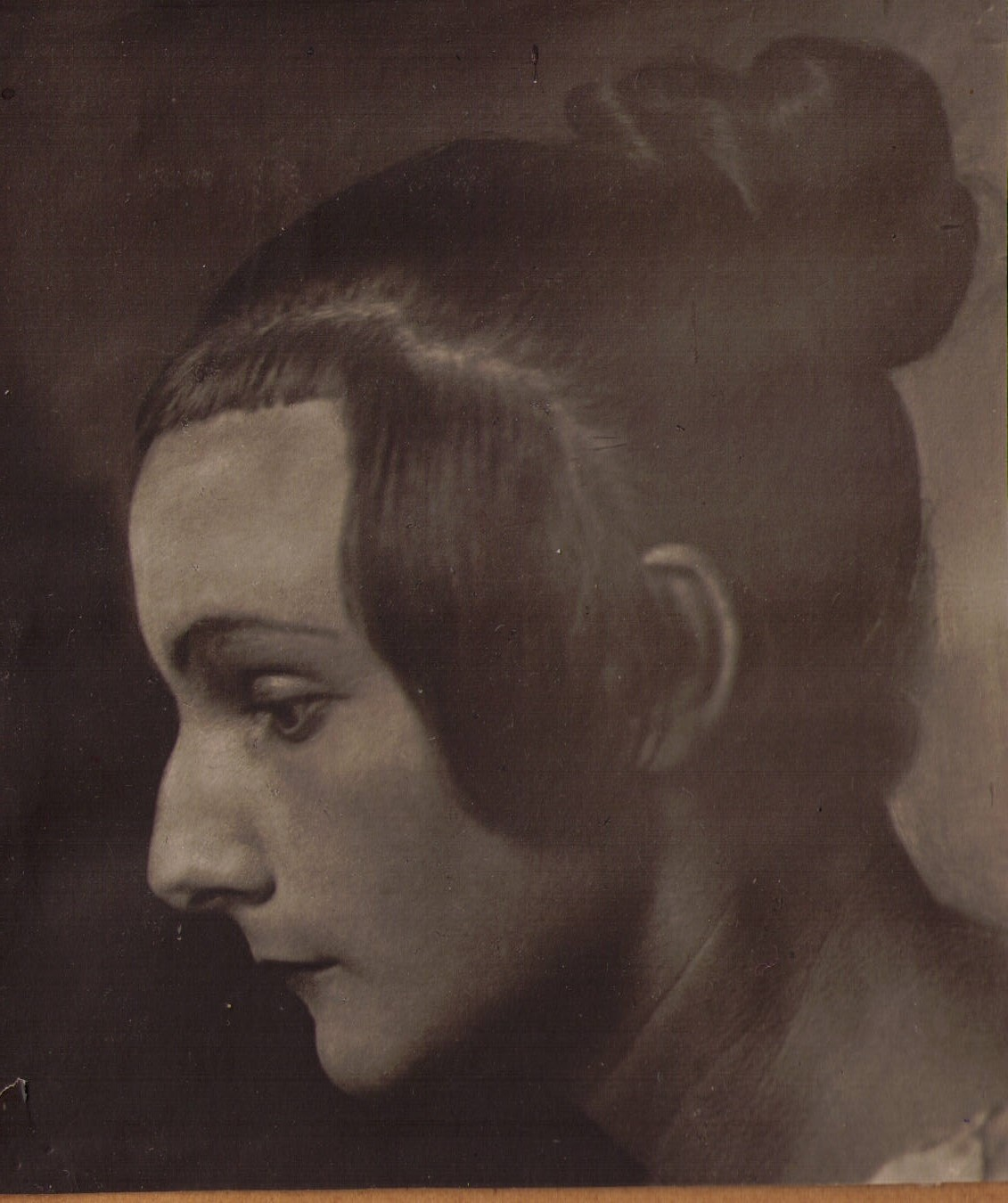
Olga Breling mit Tanzfrisur, 1920

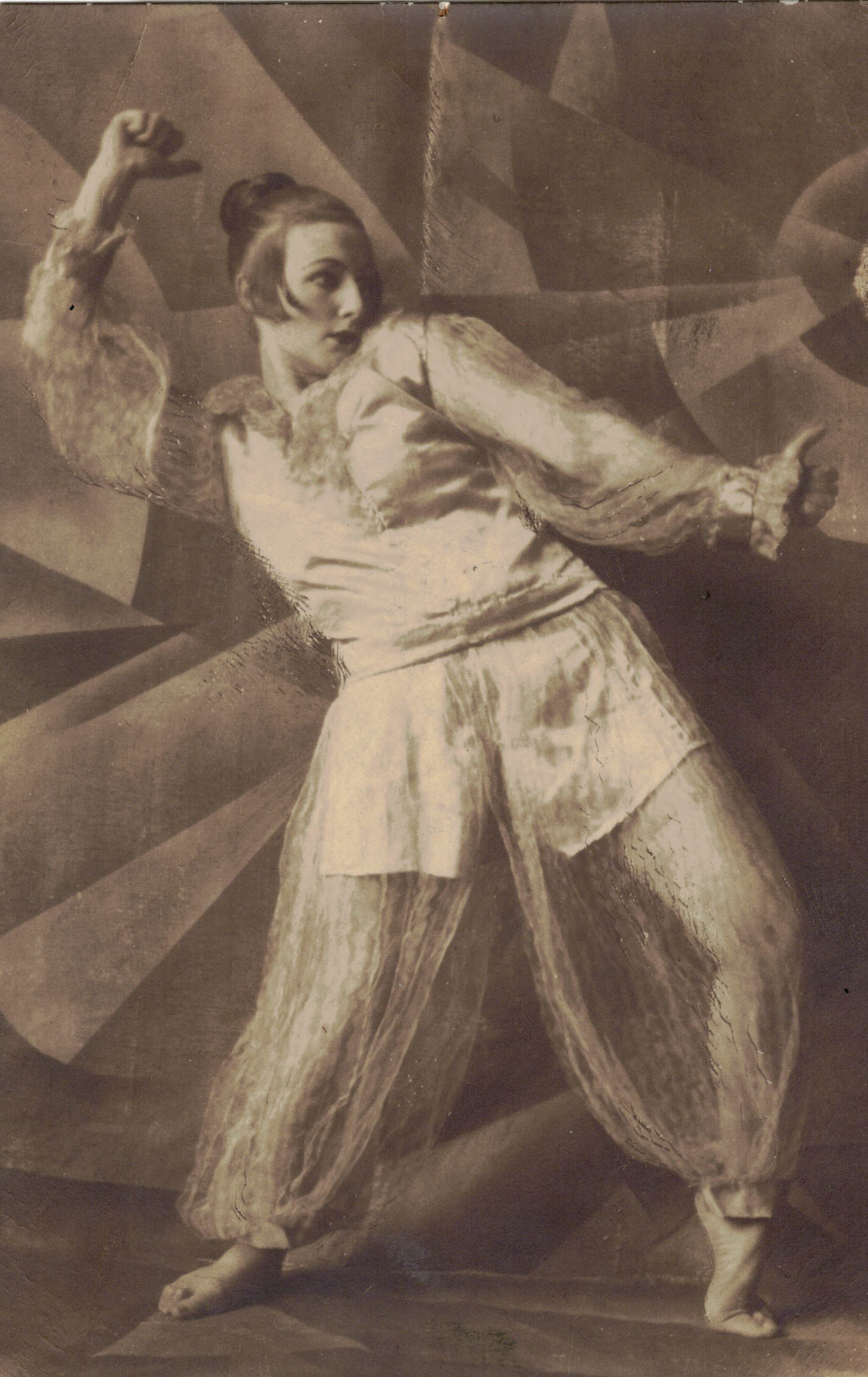
Olga Breling tanzt zu Debussys 'Clair de lune', 1920

Olga Bontjes van Beek (geborene Breling; * 14. August 1896 in Fischerhude; † 12. Februar 1995 in Fischerhude) war eine deutsche Tänzerin, Bildhauerin und Malerin.

## Biografie
Olga Bontjes van Beek wurde als jüngste Tochter des Malers Heinrich Breling in einer Künstlerfamilie geboren. Eine Schwester war die spätere, dritte Ehefrau von Otto Modersohn, Louise Modersohn-Breling. 1914 begann sie an der Elizabeth-Duncan-Schule in Darmstadt mit ihrer Tanzausbildung. Danach absolvierte sie als Tänzerin zahlreiche Tourneen im In- und Ausland, zeitweilig begleitet von dem Pianisten Walter Gieseking. Als Sent M’Ahesa-Schülerin für Ausdruckstanz ging sie in den Jahren 1919 und 1920 auf Tanz-Tournéen mit ihrem Tanzpartner Jan Bontjes van Beek, den sie 1920 heiratete. Gemeinsam hatten sie drei Kinder: Cato, Mietje und Tim.
Ab 1925 wandte sie sich der Malerei zu und war Schülerin des Malers Fritz Mühsam in Paris. Sie war unter anderen mit Bernhard Hoetger, für den sie häufig Modell saß, dem Maler Heinrich Vogeler und dem Philosophen Theodor Lessing befreundet. Auf ihren Tourneen begegnete sie Kurt Schwitters und Joachim Ringelnatz.

Nach dem Zweiten Weltkrieg prozessierte sie zwölf Jahre lang gegen das Land Niedersachsen um die Rehabilitierung ihrer 1943 in Berlin-Plötzensee als Mitglied der Roten Kapelle hingerichteten Tochter Cato und gewann den Prozess.
Bis zu ihrem Tod war sie als Malerin und Bildhauerin tätig. Ihre Werke wurden vielfach ausgestellt. Drei Jahre nach ihrem Tod erschien ein Dokumentarfilm von Sara Fruchtmann und Konstanze Radziwill, der sich mit Leben und Werk der Künstlerin auseinandersetzt.
Helmut Schmidt, der selbst fünf Bilder von Olga Bontjes van Beek besaß, übernahm im Oktober 1999 die Schirmherrschaft über die Retrospektive „Vom Tanz zur Malerei“ in der Bremer Böttcherstraße. In einer Rezension für das von ihm mitherausgegebene Wochenblatt Die Zeit erinnerte er sich 2003:
„… Olga. In deren gastfreundlichem kleinen Haus atmete man die Luft der Musik, der Malerei, der Keramik. Es gab bisweilen zugleich andere Besucher, die der Kunst zugetan waren, darunter keine Nazis, wohl aber Menschen von innerer Freiheit. Für mich sind im Kriege und in der Nazi-Zeit die Horizonte über der flachen, weit gespannten Marschlandschaft des Binnendeltas der Wümme, vor allem aber das Bontjes-Haus in der Bredenau ein Inbegriff der Freiheit geworden …“

## Ausstellungen
- 1986: Kunsthalle Bremen
- 1996: Kunstsammlungen Böttcherstrasse
- 2025: Kunstverein Fischerhude in Buthmanns Hof